# 전차 (고대 무기)

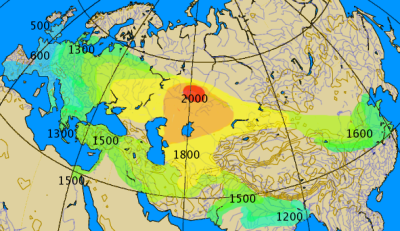
전차의 확산. (기원전 2000년경-기원전 500년경)

전차(戰車, 영어: Chariot)는 말이 끄는 수레로, 병력이 탑승해서 공격하도록 되어 있다. 초창기에는 네 개의 바퀴가 달린 사륜전차가 쓰였으나 이후 좀더 가볍고 기동성이 좋은 이륜전차로 개량되어 사용되었다. 전술적으로 쓰이던 전차는 보통 전차를 모는 마부와 전투를 전담하는 병력 1~2명이 탑승하는 형태였으며, 활 또는 투창으로 공격한 후 퇴각하거나, 전투병력을 전선에 내려놓기도 하였다.
고대 중국 진(秦)나라 유적인 병마용에서 출토된 전차의 구조로 보았을 때, 마부 1명이 4마리의 말재갈을 쥐고 조종하게 되어 있어서 조종에 상당한 훈련이 필요했음을 알 수 있다.
목재와 청동을 재료로 제작되었으며, 바퀴날에는 가죽을 입혀 충격을 완화하였다.
역사가 기록된 문명시대(기원전 25세기 경의 고대 바빌로니아, 기원전 15세기경의 고대 이집트, 고대 중국)부터 사용흔적이 있다. 기원전 2000년경 안드로노보 문화권인 신타시타 문화에서 바퀴살이 있는 바퀴가 사용되었으며, 첼랴빈스크주에서 전차 유물이 출토되었다.

## 사륜전차

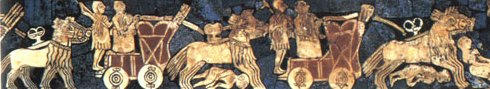
초창기 사륜전차의 모습.

사륜전차는 수메르인들에 의해 개발된 초창기의 전투용 마차이다. 초창기의 전차는 후대의 이륜전차와 달리 네 개의 바퀴를 사용한 것으로, 기원전 3500년 경 바퀴가 개발되면서 이후 2500년경 전투용으로써 등장하였다.
사륜전차는 바퀴가 4개나 되어 방향전환이 어렵고, 그 바퀴 또한 초창기의 통나무를 잘라 만들다시피 한 저급한 수준의 것으로 무게가 매우 무거운데다, 지형적 제약을 크게 받는다는 단점이 있었다. 또한 내구성이 취약하였고, 수레를 끄는 말도 2마리 뿐이어서 기동성 또한 매우 떨어져 거대한 크기로부터 오는 심리적 효과 이외에는 기대하기 어려웠다. 게다가 얼마 지나지 않아 사륜전차의 취약점이 간파되면서 심리적 효과마저 사라져, 2300년 경에는 바퀴살이 달린 보다 발전된 형태의 두 개의 바퀴가 달린 이륜전차로 대체되게 되었다.

## 이륜전차

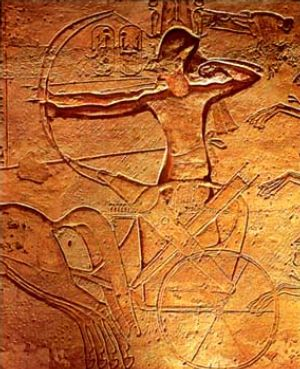
카데시 전투에서 전차를 탄 람세스 2세 (아부 심벨 신전의 벽화)

이륜전차(영어: Chariot 채리엇)은 고대에 사용된 전투용 마차로, 기존의 사륜전차에서 보다 발전된 형태의 전차이다. 이륜전차는 고대 오리엔트 세계에서 수메르, 히타이트, 고대 그리스, 고대 이집트, 로마, 페르시아 제국, 고대 중국, 고대 인도 등에서 사용되었다. 고대 전쟁의 주력으로서 전차의 수를 가지고 전력을 평가하던 시대도 있었다. 
구약 성서의 열왕기나, 사기 등에 대규모 전차전의 기록이 있다. 대체로 전투원은 귀족이었고, 마부는 그 부하나 노예였다. 전차는 화살에 대한 저항력과 보병에 대한 돌파력이 뛰어났고 돌격시 적 보병들에게 위압감을 주며, 전투원이 활이나 창칼로 직접 적을 공격하는 것 외에도 바퀴축에 날을 부착하여 적에게 심각한 부상을 입히는 등 다양하면서도 강력한 공격을 할 수 있었다. 그러나 지형적인 제약이 크며, 기동성이 떨어지고 유지 비용이 비쌌기 때문에 기병에 밀려 점차 역사속으로 사라지게 되었다.

## 스포츠에의 활용
전차는 평화시에도 스포츠용으로 많이 사용되어 그리스-로마 시기에 걸쳐 전차 경기가 고대 올림픽 등 중요한 축제에서 자주 개최되었다.

## 같이 보기
- 기병
- 메르카바
- 라타
- 전차
- 테크니컬
- 왜건